# Iglesia de San Alejandro Nevski
La Iglesia de Santo Alexandre Nevski (en letón: Svētā Ņevas Aleksandra baznīca) es una iglesia ortodoxa en la ciudad de Riga, capital de Letonia, está situada en la calle Brīvības, 56 y construida en estilo neoclásico.

## Historia
Esta iglesia reemplaza una iglesia de la guarnición rusa, construida el 1731, al lado del hospital militar de la calle Nikolaskaïa (ahora calle Waldemar K.). Fue demolida el 1812, con el avance de los ejércitos napoleónicos hacia Moscú. 
La iglesia actual fue construida para reemplazarla y los fondos los donó el gremio de mercaderes local. El edificio fue realizado según el diseño de Christian Friedrich Breitkreutz, cuya construcción comenzó en 1820 y fue consagrada al Santo Alejandro Nevski el 31 de octubre de 1825. 
Su fachada presenta un frontón imitando el clásico griego. La nave está coronada con un cúpula apoyada sobre doce columnas y tiene una torre exterior datada del año 1863. Fue renovada en 2005 con ocasión de su 180 cumpleaños. 

## Galería

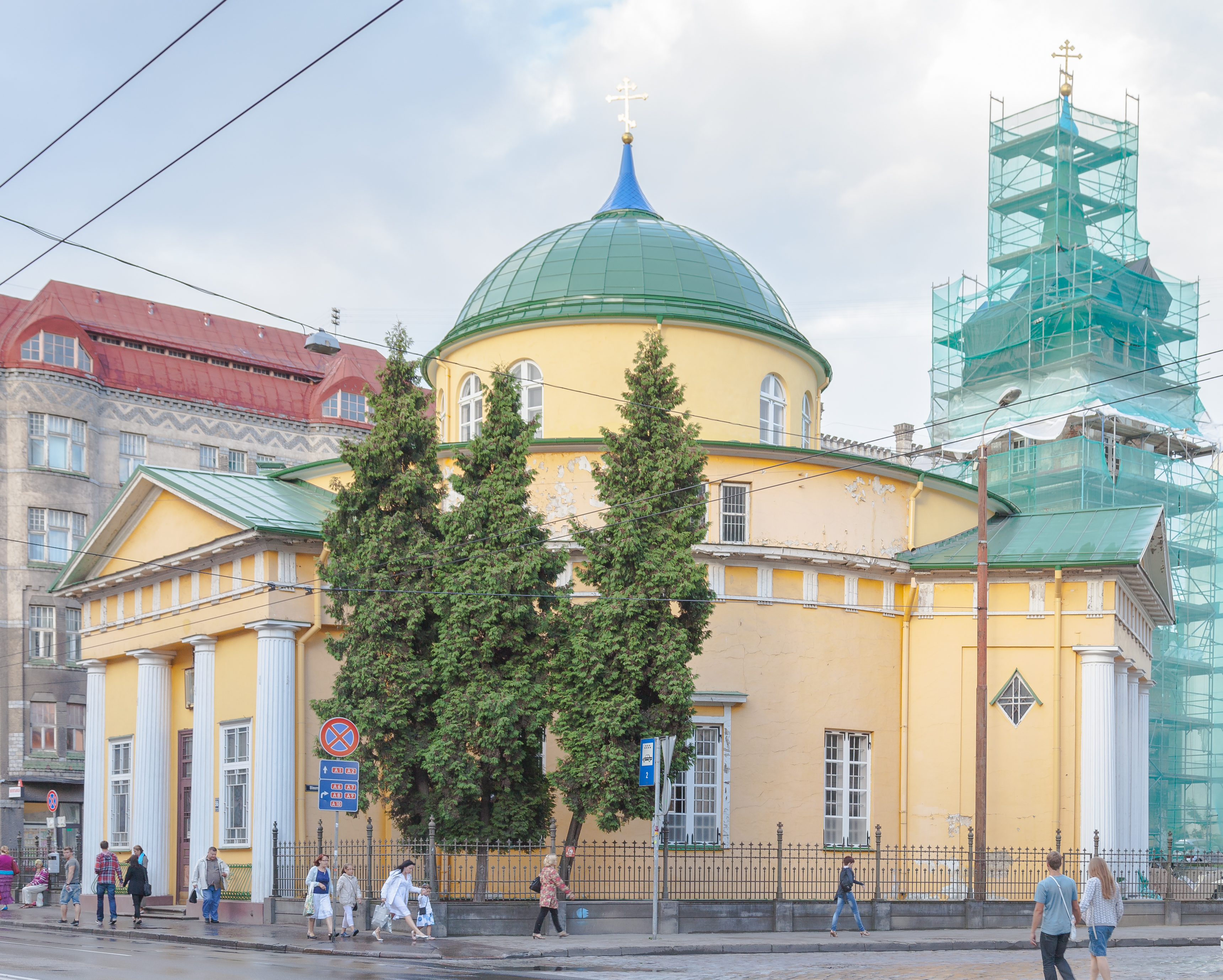
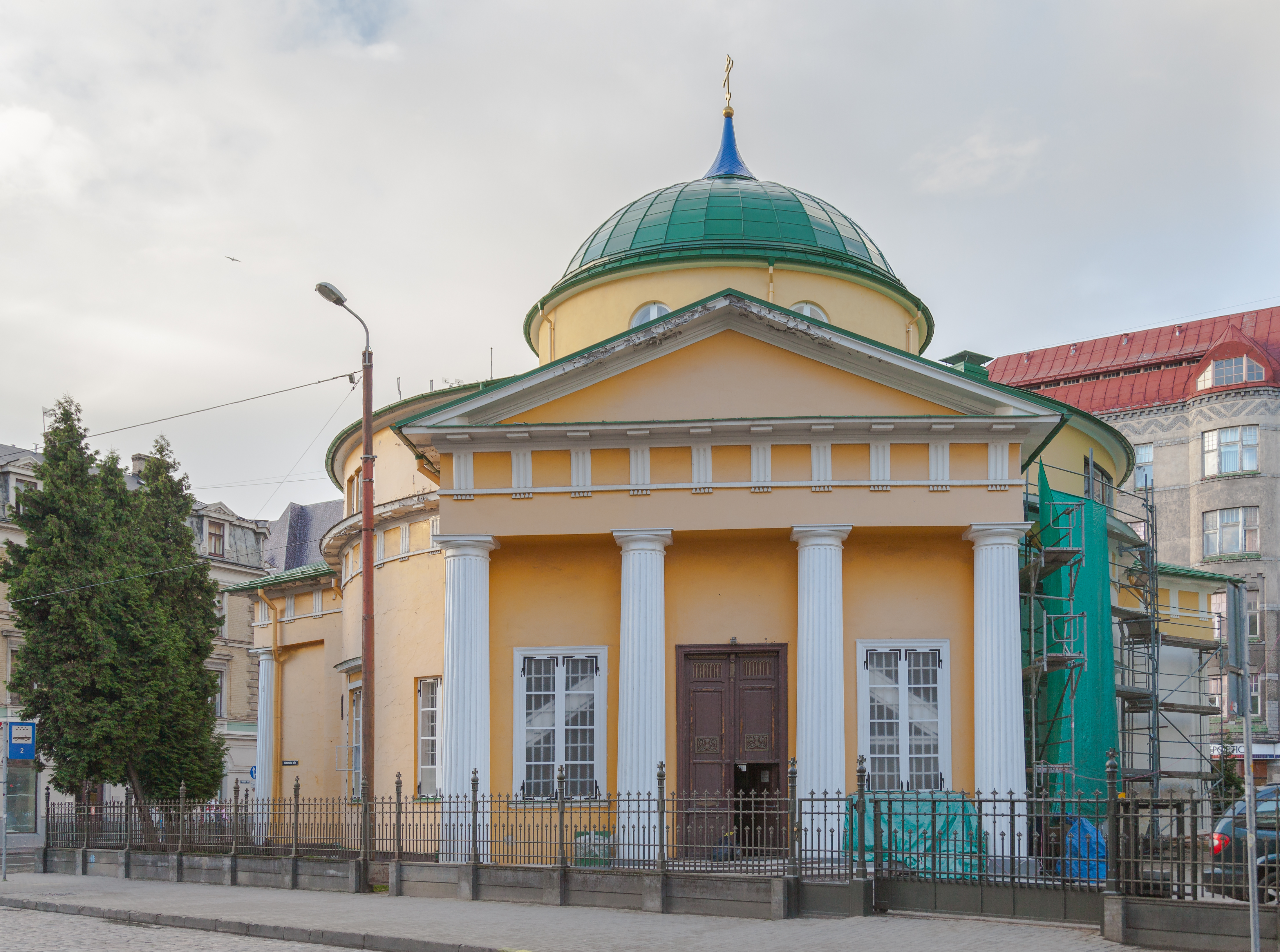
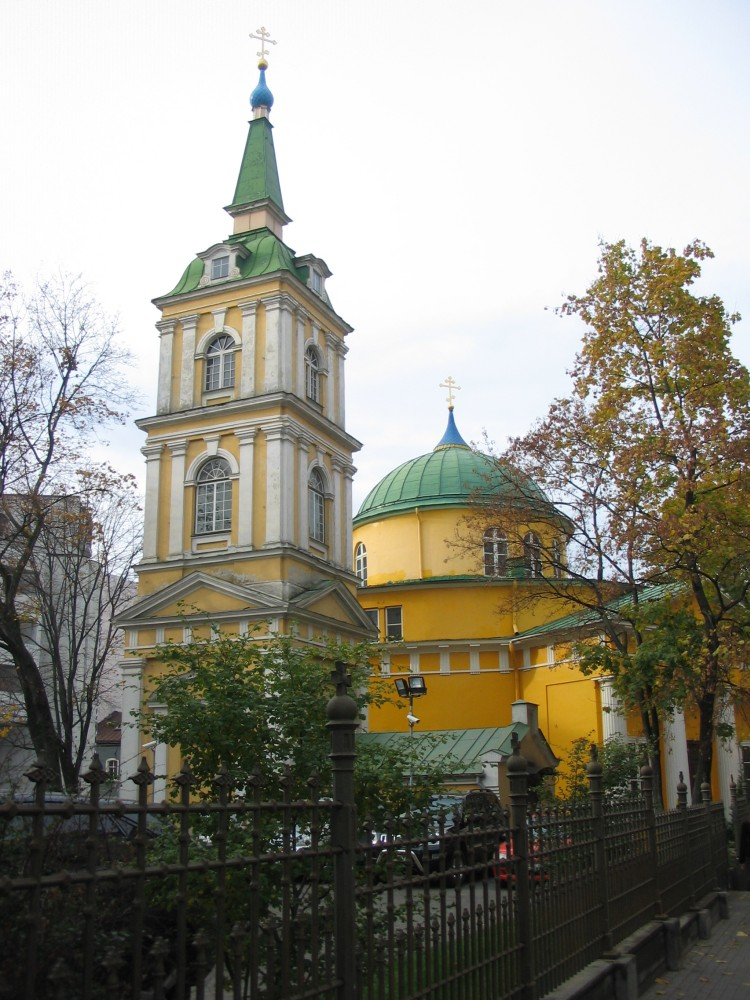
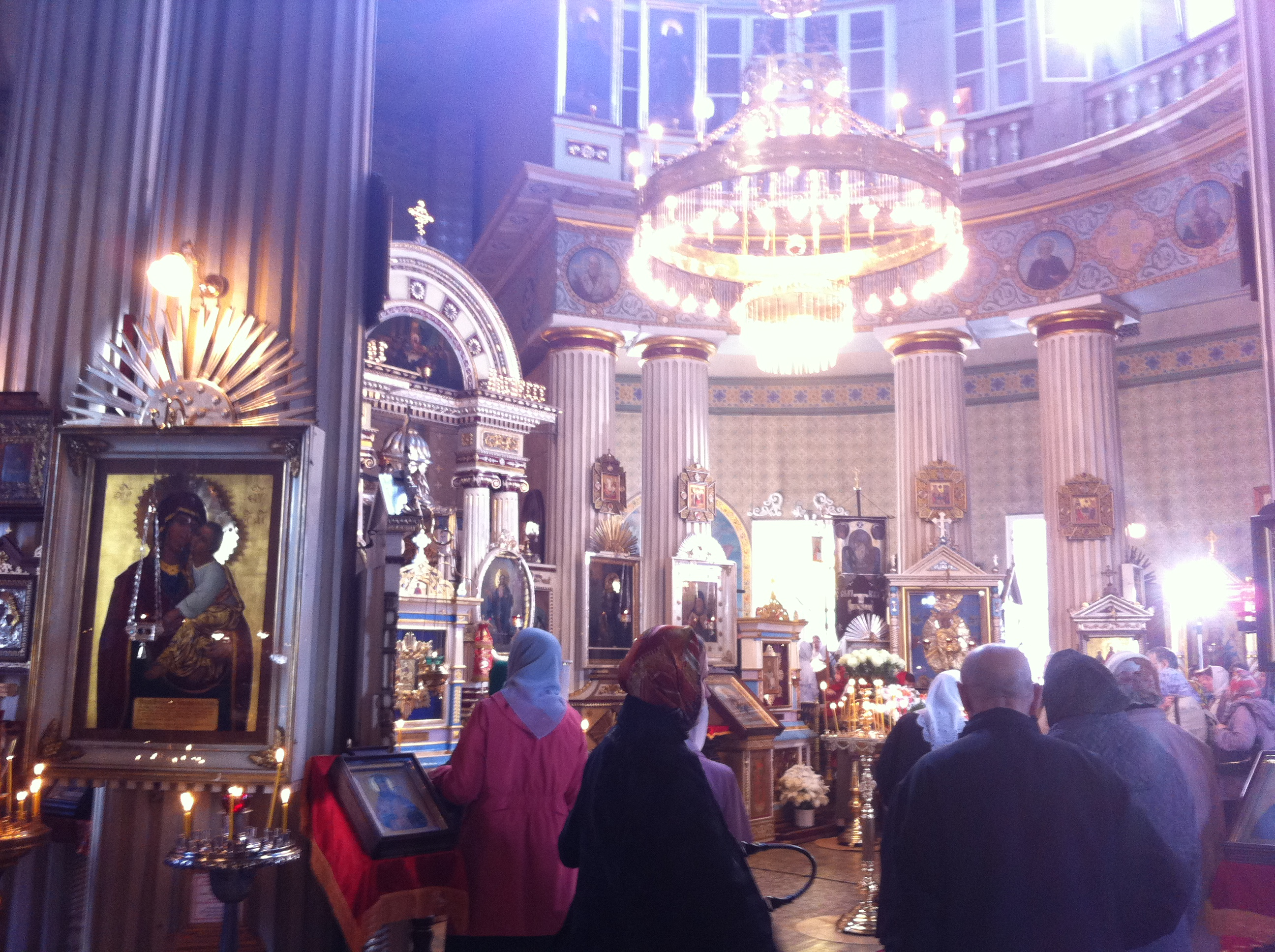